# 東京都道238号大久野青梅線
東京都道238号大久野青梅線（とうきょうとどう238ごう おおぐのおうめせん）は、東京都西多摩郡日の出町から東京都青梅市に至る一般都道である。

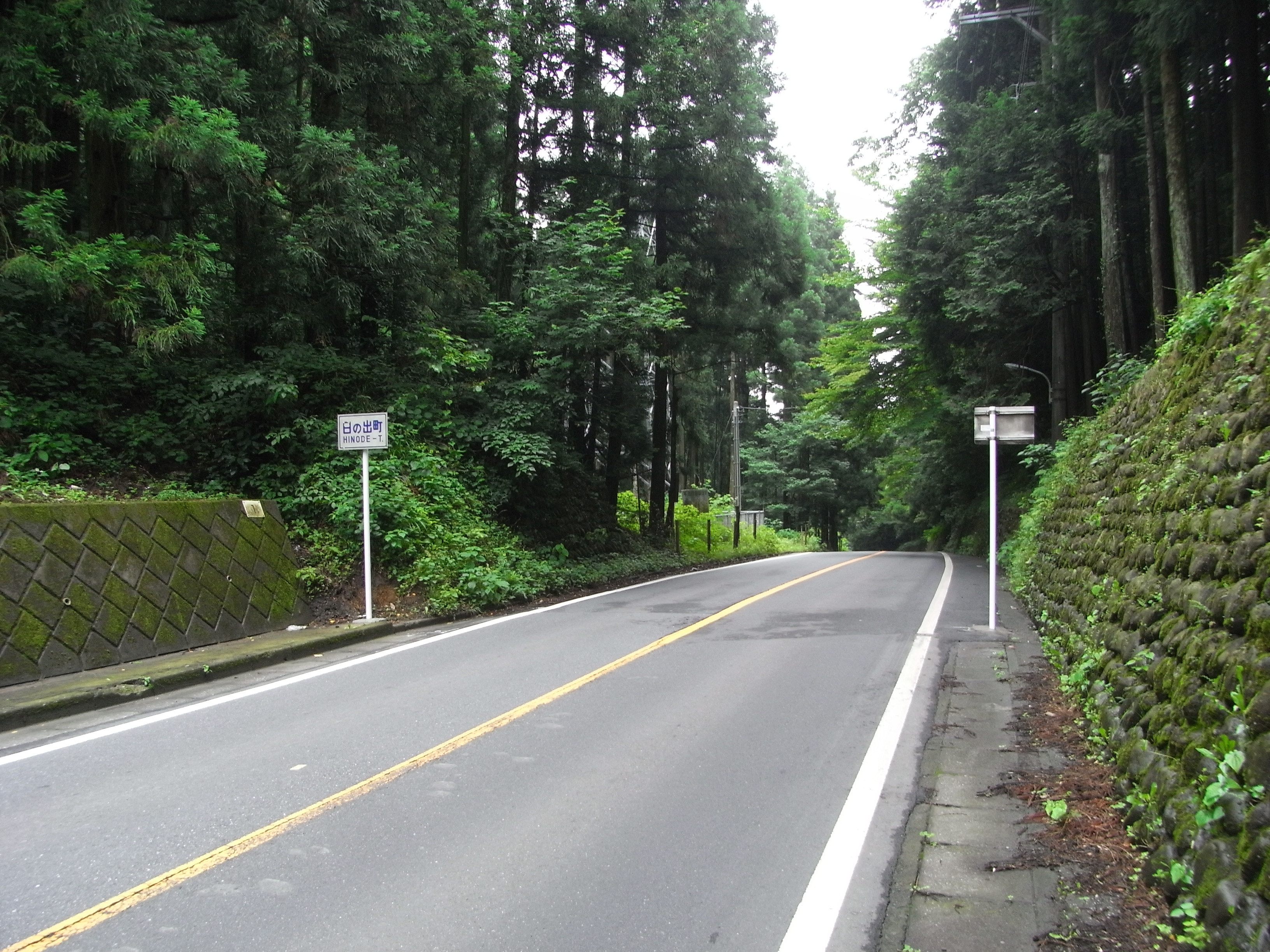
最高地点の梅ヶ谷峠。この峠を境にして南側が日の出町、北側が青梅市となっている

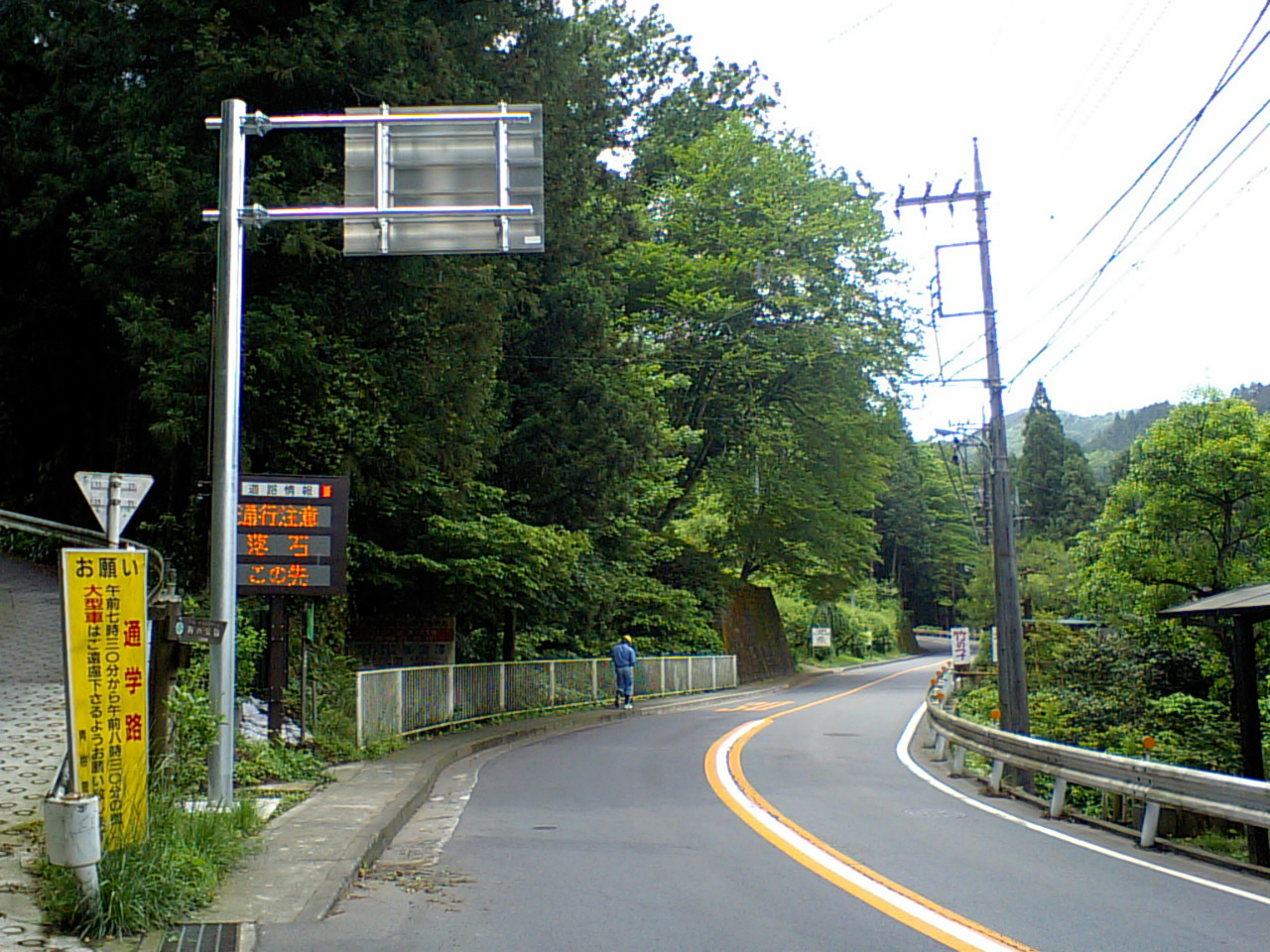
終点側。梅ヶ谷峠(うめがたとうげ)入口交差点横より峠方面

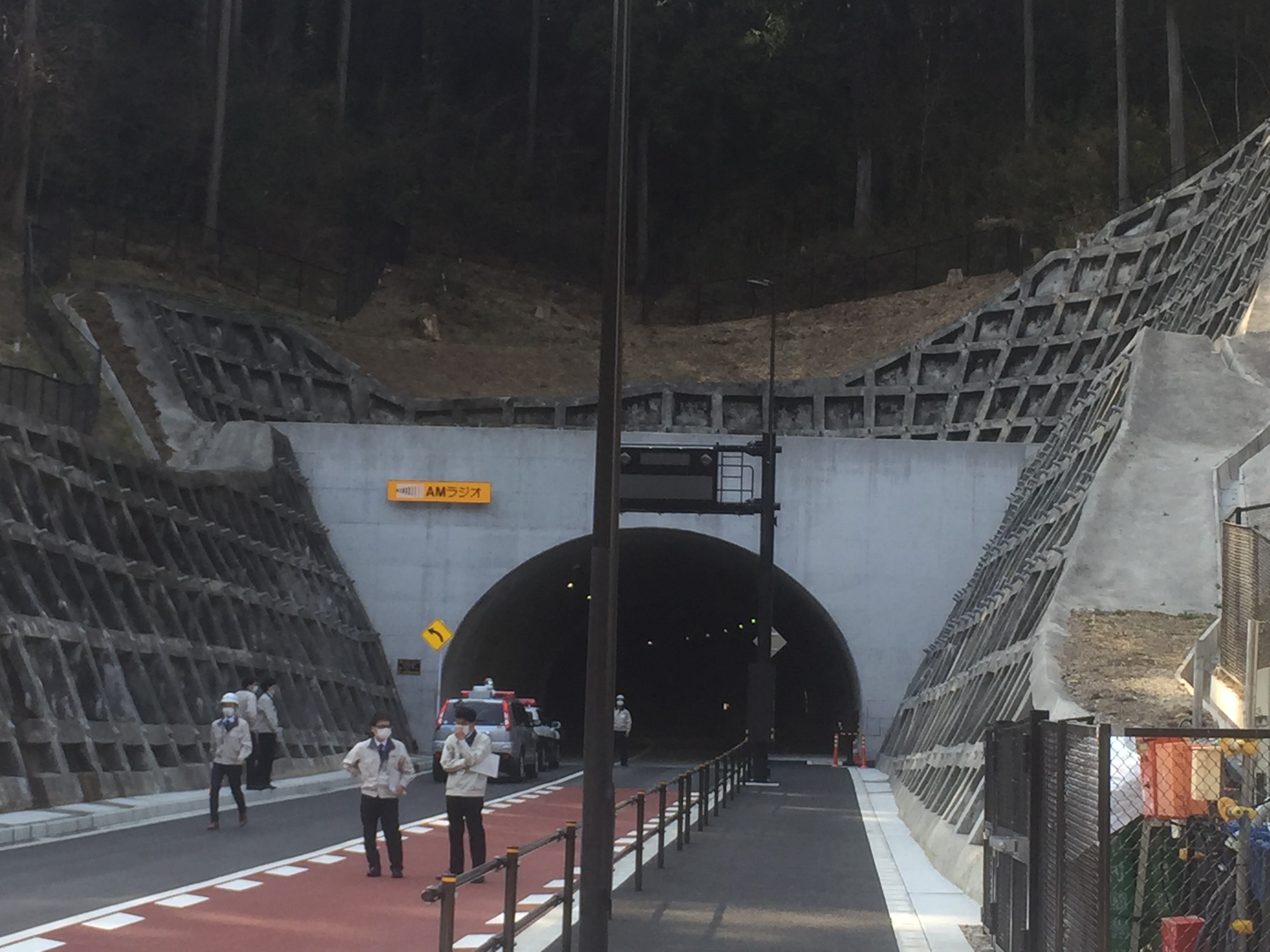
梅ヶ谷トンネル（青梅方抗口）

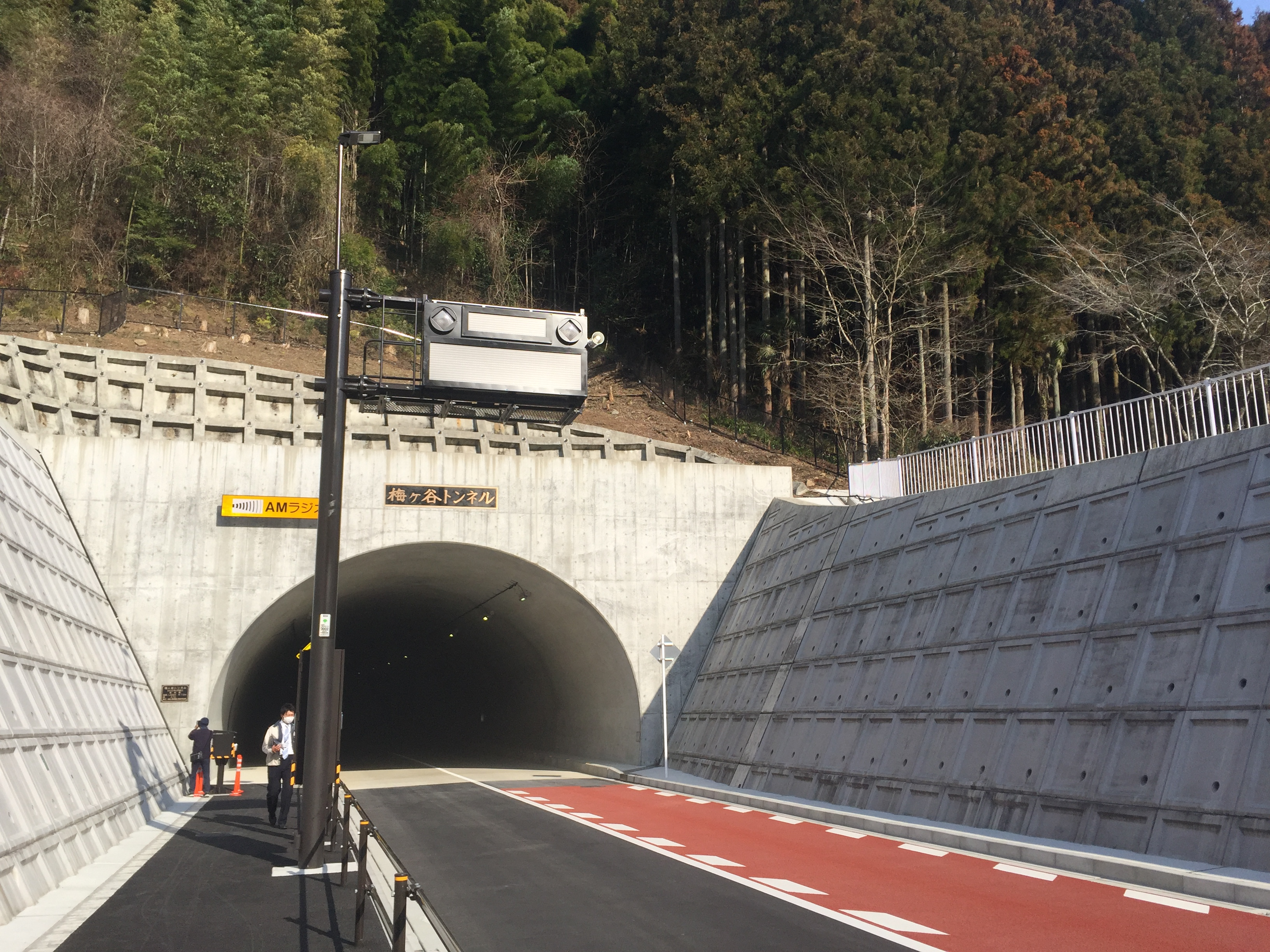
梅ヶ谷トンネル（大久野方抗口）

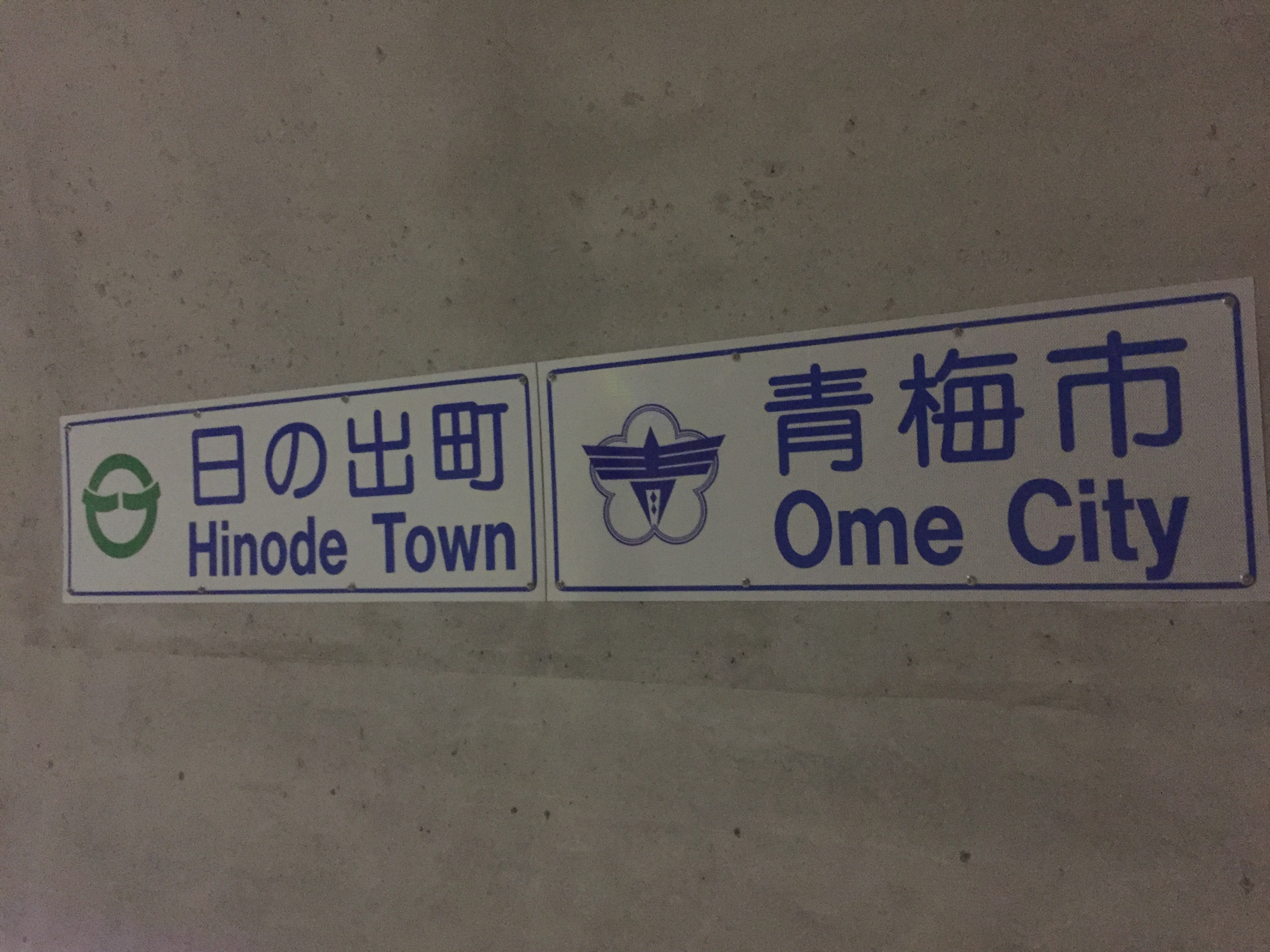
梅ヶ谷トンネル内にある青梅市・日の出町境

## 概要
- 起点：東京都西多摩郡日の出町大字大久野（東京都道184号奥多摩あきる野線交点）
- 終点：東京都青梅市日向和田3丁目（国道411号交点）
- 路線延長：2,315 m

## 沿道状況
青梅市日向和田で、国道411号（青梅街道）から分かれ道のように始まる。青梅街道側から五日市方面へ行く場合、山梨方面では最後の最短ルートとなる。逆に日の出側から奥多摩湖方面に行くのもこの道が最後となる。日の出側から甲府方面は檜原街道経由の上野原で国道20号に合流するルートが最短。全線で片側1車線ずつで、交通量は少ない。

### 梅ヶ谷トンネル整備事業
2015年（平成27年）度以降、梅ヶ谷峠を短絡する「梅ヶ谷トンネル」の建設が計画され、同年11月18日に道路区域が決定された。総事業費は約102億円。梅ヶ谷トンネル (1,333 m) を含む、日の出町大久野 - 青梅市梅郷一丁目 (1.5 km) は2024年（令和6年）3月16日に交通開放された。
梅ヶ谷トンネルの開通により、以前は行き止まり道路となっていた都道奥多摩あきる野線の迂回ルートとして沿線地域の災害による孤立化を防ぎ、また、日の出町方面と青梅市方面のアクセス時間が短縮することにより周辺地域の交流が促進され、都道奥多摩あきる野線の最奥にあるつるつる温泉や日の出山などのアクセスが向上する事になる。

## 通過する自治体
- 東京都
  - 西多摩郡日の出町
  - 青梅市

## 重複区間
- 東京都道251号青梅日の出線 日の出町大字大久野（梅ヶ谷峠南側交差点） - 終点
- 東京都道45号奥多摩青梅線（上位路線） 青梅市和田町2丁目内（和田町二丁目交差点 - 梅ヶ谷峠入口交差点）

## 道路施設
- 主な橋梁
  - 和田橋（多摩川）